# Конья, Шандор
Шандор Конья (венг. Kónya Sándor; 23 сентября 1923, Шаркад — 20 мая 2002, Ивиса) — венгерский певец (тенор).
Учился в музыкальной академии  Детмольда (Германия). Первоначально выступал в Билефельде, с 1955 года — в Берлинской городской опере. Гастролировал в Гамбурге, Мюнхене и Штутгарте. В 1956 году участвовал в премьере оперы Ханса Вернера Хенце «Король-олень». В 1958 году Виланд Вагнер пригласил певца исполнить заглавную партию в «Лоэнгрине» на Байройтском фестивале. Эта роль принесла ему международную известность. В Байройте Конья также выступал в роли Вальтера в «Нюрнбергских мейстерзингерах» и Парсифаля в одноимённой музыкальной драме. Осуществил достаточно много записей опер (не только немецких) и некоторых оперетт. Позднее преподавал в Высшей музыкальной школе Штутгарта.